# Кайдан
Кайдан (яп. 怪談 кайдан, «устный рассказ о сверхъестественном») — традиционный фольклорный жанр в Японии, призванный испугать слушателя; рассказ о встречах со сверхъестественным: привидениями, демонами, ведьмами и тому подобным; аналог европейских быличек и историй о привидениях. Сборники кайданов — кайдансю  (яп. 怪談集) — выделяются в отдельный литературный жанр. В Японии употребляется также название хёрай, horā (яп. ホラー), представляющее собой транслитерацию записи катаканой англ. horror. По отношению к современной японской культуре термин «кайдан» употребляется крайне редко, чаще используется обозначение японские городские легенды  (яп. 都市伝説).

## Истоки жанра
Расцвет кайданов пришёлся на период Эдо, прежде всего на XVIII век. Данный род литературы берёт начало в древнеяпонском народном фольклоре, а также в средневековой морально-дидактической буддистской прозе сэцува, первый известный сборник которой «Нихон рёики» появился ещё в VIII веке, а наиболее известный — «Кондзяку-моногатари» — датируется 1120 годом.
Помимо народных сказок и буддистских притч, серьезное влияние на формирование жанра мог оказать известный в Японии рукописный сборник мистических рассказов в стиле сяошо китайского писателя второй половины XVII века Пу Сунлина «Ляо-чжай-чжи-и» («Описание чудесного из кабинета Ляо»), а также новеллы его японских современников Огиты Ансэя, Ихары Сайкаку и др. Наиболее известными предшественниками жанра считаются сборники новелл в жанре ёмихон японского писателя Уэды Акинари «Луна в тумане» (1776) и «Рассказы о весеннем дожде» (1809), а также сборник историй мастера-рассказчика ракуго Санъютэя Энтё «Пионовый фонарь» (1886). 
В Японии эпохи Эдо популярна была салонная игра «Компания рассказчиков ста страшных историй»  (яп. 百物語怪談会 хяку моногатари кайданкай), в которой кайданы рассказывали по кругу, после каждой истории гася одну свечу из сотни освещающих комнату и по мере всё большего и большего затемнения комнаты переходя ко всё более страшным рассказам. На основе кайданов часто создавались пьесы национального театра кабуки, с появлением кинематографа — фильмы ужасов. 
Для классического кайдана характерны следующие отличительные черты:
- Потусторонние силы и сверхъестественные существа (чаще всего — мстительные призраки) действуют наравне с людьми и активно воздействуют на ход событий сюжета. За эту особенность кайдан часто определяют как «историю о призраках».
- Концепция кармы и воздаяния, то, что европеец определил бы как фатализм в сюжете.
- Месть как практически обязательный элемент действия.
- Обычно небольшое количество ярких, характерных персонажей, активно проявляющих свои чувства.

Некоторые кайданы, например Ёцуя Кайдан, стали весьма популярными и широко известными, войдя в классический репертуар театра кабуки.
Европейских и американских читателей познакомил с литературой этого жанра проживший долгие годы в Японии американский писатель и журналист Лафкадио Херн, опубликовавший в 1904 году сборник «Кайдан: история и очерки об удивительных явлениях» (англ. Kwaidan: Stories and Studies of Strange Things), неполный русский перевод которого увидел свет в 1910 году.

## Публикации
- Энтё Санъютэй. Пионовый фонарь / Пер. с япон. А. Н. Стругацкого. — М.: Художественная литература, 1976. — 238 с. — (Народная библиотека).
- Энтё Санъютэй. Пионовый фонарь / Пер. с япон. А. Н. Стругацкого. — СПб.: Азбука, 2024. — 320 с. — (Изящная классика Востока). — 3000 экз. — ISBN 978-5-389-25805-1.
- Хёрай. Японские сказания о вещах не совсем обычных / Пер. с англ., сост. и прим. И. В. Макарова. — М.: Центр «ПРО», 1991. — 104 с. — (Сказки и легенды народов мира). — ISBN 5-85764-002-4.
- Акинари Уэда. Луна в тумане. Фантастические новеллы / Пер. с яп. З. А. Рахима и А. Н. Стругацкого. — СПб.: ИД «Кристалл», 2000. — 256 c.: ил. — (Библиотека мировой литературы: Восточная серия). — ISBN 5-306-00030-4.
- Хирн Лафкадио. Волшебные истории о таинственном и ужасном / Сост. и пер. с  англ. А. Б. Танасейчука. — Саранск, 2014. — 140 с. — 300 экз.
- Хирн Лафкадио. Сакура шестнадцатого дня. — М.: Престиж-бук, 2015. — 384 с.: ил. — (Ретро библиотека приключений и научной фантастики). — ISBN 978-5-371-00444-4.
- Хирн Лафкадио. Мальчик, который рисовал кошек / Пер. с англ. А. Б. Танасейчука. — СПб.: Азбука, Азбука-Аттикус, 2018. — 384  с. — (Азбука-классика, pocket-book). — ISBN 978-5-389-14866-6.
- Хирн Лафкадио. Призраки и чудеса в старинных японских сказаниях. Кайданы / Пер. с англ. О. А. Павловской. — М.: ЗАО «Центрполиграф», 2019. — (Подарочные издания). — ISBN 978-5-9524-5279-4.
- Херн Лафкадио. Японские легенды и сказания о призраках и чудесах. Душа Японии / Пер. с  англ. — СПб.: СЗКЭО, 2021. — 288 с.: ил. — (Библиотека мировой литературы). — ISBN 978-5-9603-0542-6.

## Кайдан в кино
- Кайдан (фильм, 1964)
- Кайдан (фильм, 2007)
- Пик предательства (фильм)[англ.]
- Kaidan Restaurant — японский сборник рассказов-ужастиков для детей с иллюстрациями Ёсикадзу Такаи и Кумико Като, выпускаемый издательством Doshinsha.